# Czołgowy karabin maszynowy

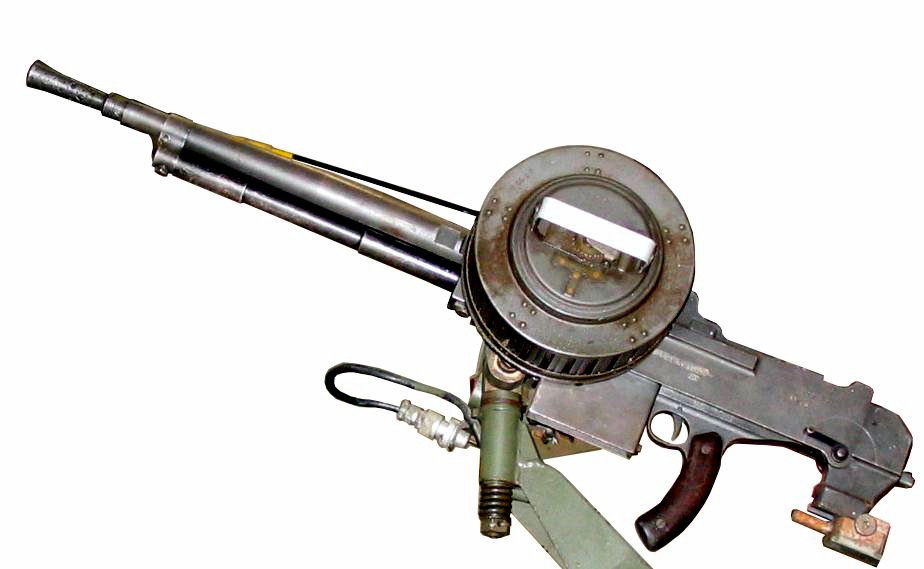
Châtellerault Mle 31

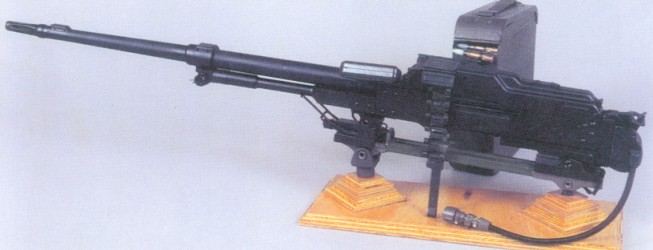
PKT

Czołgowy karabin maszynowy – rodzaj karabinu maszynowego przeznaczony do montażu w wozach bojowych (czołgach, transporterach opancerzonych itp.). Istnieją czołgowe karabiny maszynowe zasilane amunicją karabinową i wielkokalibrową.
Najczęściej czołgowe karabiny maszynowe są modyfikacjami ręcznych (np. DT), ciężkich (np. SGMT), uniwersalnych (np. PKT) lub wielkokalibrowych karabinów maszynowych (KPWT), rzadziej są konstruowane od podstaw (np. M73, M85).
Czołgowe karabiny maszynowe mogą być instalowane wewnątrz wieży, kadłuba (w jarzmach kulistych) lub na pancerzu wieży. Większość czołgowych karabinów maszynowych jest wyposażona w ciężką lufę i elektrospust, a charakterystyczną cechą ich budowy jest dążenie do zminimalizowania wymiarów komory zamkowej związane z ograniczeniem przestrzeni wewnątrz pojazdu.